# Racisław
Racisław — staropolskie imię męskie, złożone z członów Raci- ("walczyć, wojować") oraz -sław ("sława"). Może ono oznaczać "sławnego wojownika".
Racisław imieniny obchodzi 2 czerwca i 5 września.
Zobacz też:
- Raciszów